# Björka kyrka
Björka kyrka är en kyrkobyggnad i Björka. Den tillhör Sjöbo församling i Lunds stift.

## Kyrkobyggnaden
Kyrkan är byggd i tegel i traditionell romansk stil med långhus, kor och absid. Något kyrktorn byggdes aldrig men en klocka finns på kyrkans vind daterad 1691. Vid en dendrokronologisk studie av kyrkans takbjälkar daterades en träbjälke till 1308.

## Inventarier
Den skulpterade och målade altaruppsatsen är från 1600-talet. Altartavlan är ett bildlöst additionsaltare med danska bibelord. Predikstolen dateras till 1643 av en inskription på baldakinens undersida. På den sexsidiga korgen gestaltas Jesu dop, nattvarden och Kristus på Förklaringsberget. Evangelisterna finns även med på predikstolen.
Det äldsta inventariet i kyrkan är ett processionskors av koppar från 1100-talet med spår av förgyllning. Korset förvaras i kyrkan endast vid gudstjänster. På korsets fyra ändar finns medaljonger med evangelisternas symboler ingraverade och respektive fyra utstickande bladknoppar. På korset finns även den korsfäste Jesus ingraverad med Guds hand pekande på hans huvud. På baksidan syns Petrus och fyra helgon.
Ett triumfkrucifix av björk från senare delen av medeltiden finns bevarat i kyrkan. Det förvarades på historiska museet i Lund mellan 1905 och 1984. Numera flankeras krucifixet av de två rövarna Dismas och Gestas. Ovanför Dismas finns en ängel gestaltad. Ängeln saknar vingar men på baksida syns tydliga fästen för vingarna. Ängeln håller ett barn i famnen och barnet symboliserar rövarens själ som förs till paradiset. 
I kyrkan finns även en ekskulptur av Johannes döparen som även den återbördades till Björka från Lund 1984.
I koret finns en matta av Märta Måås Fjetterström från 1961. 

### Orgel
- Innan 1983 användes ett harmonium som stått på orgelläktaren i kyrkan.
- 1983 flyttades en orgel hit från Södra Åsums kyrka. Den var byggd 1977 av Anders Persson Orgelbyggeri, Viken och är en mekanisk orgel. Orgeln invigdes i samband med en renovering 1985.

| Manual           | Pedal   |
| Gedackt 8'       | Bihängd |
| Principal 4'     |         |
| Rörflöjt 4'      |         |
| Waldflöjt 2' B/D |         |
| Kvinta 1 1/3'    |         |

## Kyrkogård
På kyrkogården finns två gravstenar med yrkestiteln ängsvattnare. 

## Kuriosa
Torntuppen i filmatiseringen av Jan Fridegårds novell Torntuppen sitter på Björka kyrkas tak. 